# مترسک (فیلم ۱۳۶۲)
مترسک فیلمی اجتماعی به کارگردانی حسن محمدزاده و نویسندگی مهدی معدنیان محصول سال ۱۳۶۲ است.
این فیلم در تاریخ ۲۴ بهمن ۱۳۶۳ در سینماهای ایران اکران شده‌است.

## خلاصه فیلم
اسماعیل با پسر و دختر خردسالش، علی و سونا، زندگی می‌کند. همکلاسی علی، از رفتار نامادری اش شکایت دارد. علی همواره در هراس است که مبادا به دست چنین زن پدری گرفتار شود. پدر علی به ترغیب دوستان خود با «استر خانم» مربی پرورشگاه ازدواج می‌کند. اما به دلیل تصوری که علی از «زن بابا» در ذهن دارد مهربانی‌های استر را با خشونت پاسخ می‌دهد. تداوم مهربانی‌های نامادری و نصیحت‌های معلم سبب تغییر رفتار علی می‌شود و سرانجام او زن را چون مادر خود می‌پذیرد.

## جشنواره‌ها
- برنده جایزه بهترین فیلم در سومین دوره جشنواره فیلم فجر - ۱۳۶۳
- برنده جایزه نقش دوم زن (جیران شریف) در سومین دوره جشنواره فیلم فجر - ۱۳۶۳
- برنده دیپلم افتخار بهترین بازیگر نوجوان (محمدرضا مرسلی) در سومین دوره جشنواره فیلم فجر - ۱۳۶۳